# لوکا آموروسو
لوکا آموروسو (انگلیسی: Luca Amoruso؛ زادهٔ ۱۵ نوامبر ۱۹۷۵) بازیکن فوتبال اهل ایتالیا است.
از باشگاه‌هایی که در آن بازی کرده‌است می‌توان به باشگاه فوتبال مودنا، باشگاه فوتبال کوزنتسا کالچو، باشگاه فوتبال فوجا، باشگاه فوتبال کاتانیا، باشگاه فوتبال کروتونه، و باشگاه فوتبال آولینو اشاره کرد.